# Ǹ
La N con grave (Ǹ, ǹ) es una letra del alfabeto latino extendido usado en la transliteración del chino y en algunos idiomas africanos compuesta al añadir el signo diacrítico de acento grave a N.
Uso
En pinyin chino ǹ se utiliza para representar en algunas sílabas el cuarto tono, yángqù (阳 去, tono de caída alta) de "n".
También se usa en el idioma yoruba para poner énfasis en la consonante, sin embargo no es muy frecuente.

## Unicode
En Unicode, la mayúscula Ǹ  está codificada en U+01F8 y la minúscula ǹ está codificada en U+01F9.
| Carácter      | Ǹ                                 | Ǹ                                 | ǹ                               | ǹ                               |
| ------------- | --------------------------------- | --------------------------------- | ------------------------------- | ------------------------------- |
| Unicode       | LATIN CAPITAL LETTER N WITH GRAVE | LATIN CAPITAL LETTER N WITH GRAVE | LATIN SMALL LETTER N WITH GRAVE | LATIN SMALL LETTER N WITH GRAVE |
| Codificación  | decimal                           | hex                               | decimal                         | hex                             |
| Unicode       | 504                               | U+01F8                            | 505                             | U+01F9                          |
| UTF-8         | 199 184                           | C7 B8                             | 199 185                         | C7 B9                           |
| Ref. numérica | &#504;                            | &#x1F8;                           | &#505;                          | &#x1F9;                         |